# Hyphaene reptans
Hyphaene reptans är en enhjärtbladig växtart som beskrevs av Odoardo Beccari. Hyphaene reptans ingår i släktet Hyphaene och familjen Arecaceae. Inga underarter finns listade i Catalogue of Life.